# St. Roch (Schiff)
Die St. Roch ist ein außer Dienst gestellter Schoner der Royal Canadian Mounted Police. Sie war das zweite Segelschiff, das die Nordwestpassage durchfahren hat und das erste Schiff überhaupt, das diese Reise in West-Ost-Richtung, also vom Pazifik zum Atlantik, unternahm. Außerdem war sie das erste Schiff, das Nordamerika vollständig umfahren hat.

## Geschichte
Die St. Roch wurde 1928 bei Burrard Dry Dock in North Vancouver gebaut und von 1929 bis 1939 als Patrouillen- und Versorgungsschiff in der kanadischen Arktis eingesetzt.
Von 1940 bis 1942 durchfuhr sie unter Kapitän Henry Larsen auf derselben Route, jedoch in umgekehrter Richtung, wie Roald Amundsen 38 Jahre zuvor auf der Gjøa die Nordwestpassage. Die Reise der St. Roch wurde am 20. Mai 1943 durch die kanadische Regierung zu einem „nationalen historischen Ereignis“ erklärt. 1944 war sie das erste Schiff, das die Rückreise durch die Nordwestpassage unternahm, auf der nördlicheren Route, die als „wahre Nordwestpassage“ gilt, und das erste Schiff, mit dem dies in einer einzigen Saison gelang.
Von 1944 bis 1948 patrouillierte die St. Roch wiederum in der Arktis. 1950 reiste sie von Halifax nach Vancouver durch den Panamakanal und wurde so zum ersten Schiff, das ganz Nordamerika umrundet hat.
1954 kehrte der Schoner zwecks Konservierung nach Vancouver zurück. Dort liegt sie seit 1958 als Museumsschiff in einem Trockendock und bildet heute das Herzstück des Vancouver Maritime Museum, das um das Schiff herum errichtet wurde. 1962 wurde die St. Roch selber zu einer National Historic Site of Canada erklärt.

## Konstruktion
Die St. Roch wurde von Tom Hallidie nach dem Vorbild von Roald Amundsens Schiff Maud konstruiert. Sie besteht hauptsächlich aus dem Holz von Douglasien. Die Außenhülle ist mit australischem Eukalyptus verkleidet. Massive Verstrebungen sollen dem Druck des Eises entgegenwirken.